# 피아트 500X
피아트 500X (타입 334)는 스텔란티스(구 피아트 크라이슬러 오토모빌스)가 제조·판매한 소형 크로스오버 SUV로, 2014년 파리 모터쇼 공개 이후 꾸준히 판매되고 있다. 500L에 이어 2014년부터 생산된 500X(미국에서는 2016년 모델)는 지프 레니게이드 또한 이탈리아 멜피 소재의 FCA SATA 공장에서 제조된다는 점에서 공통점이 있다.

## 갤러리

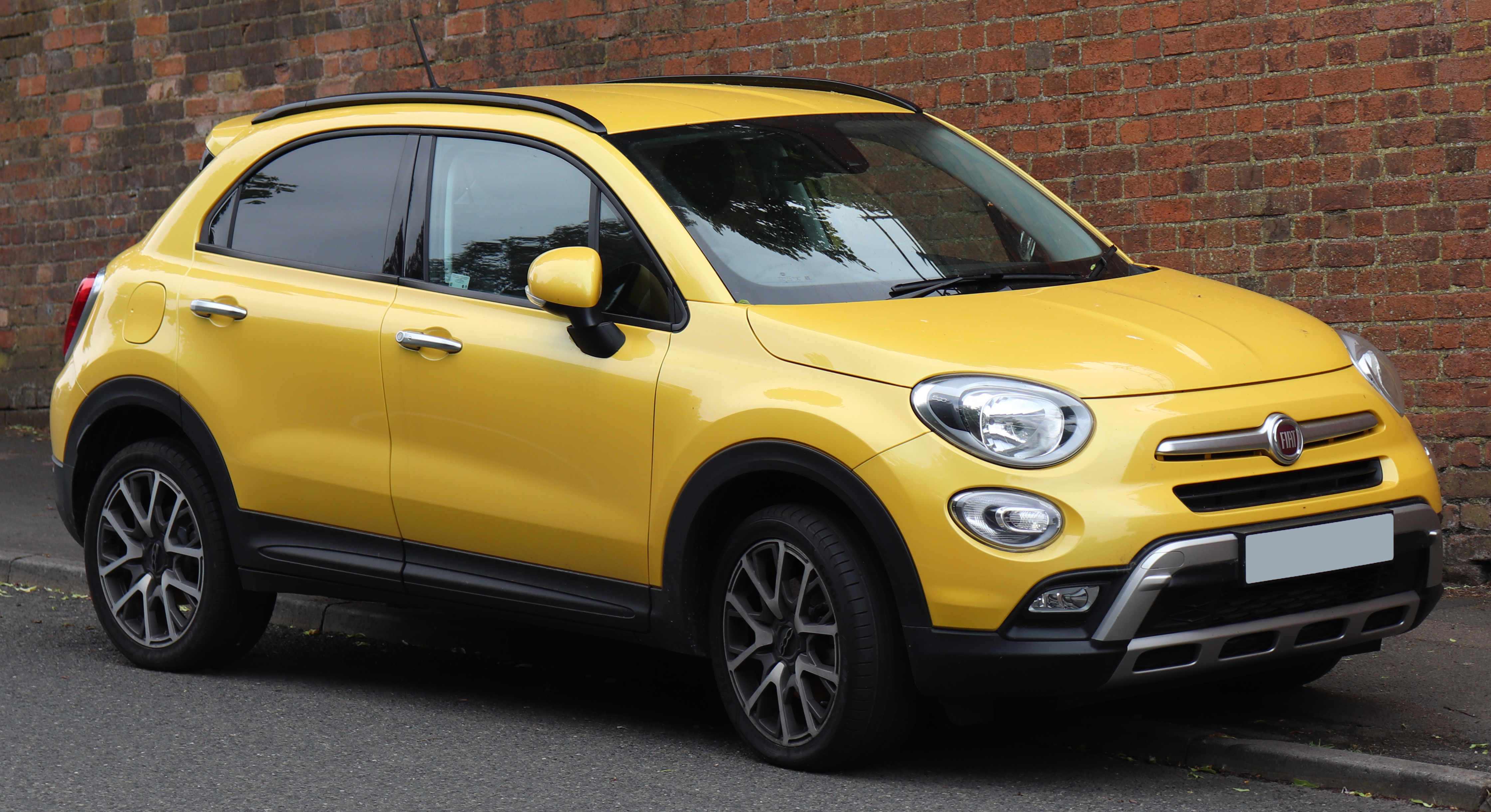
2017 피아트 500X 크로스+
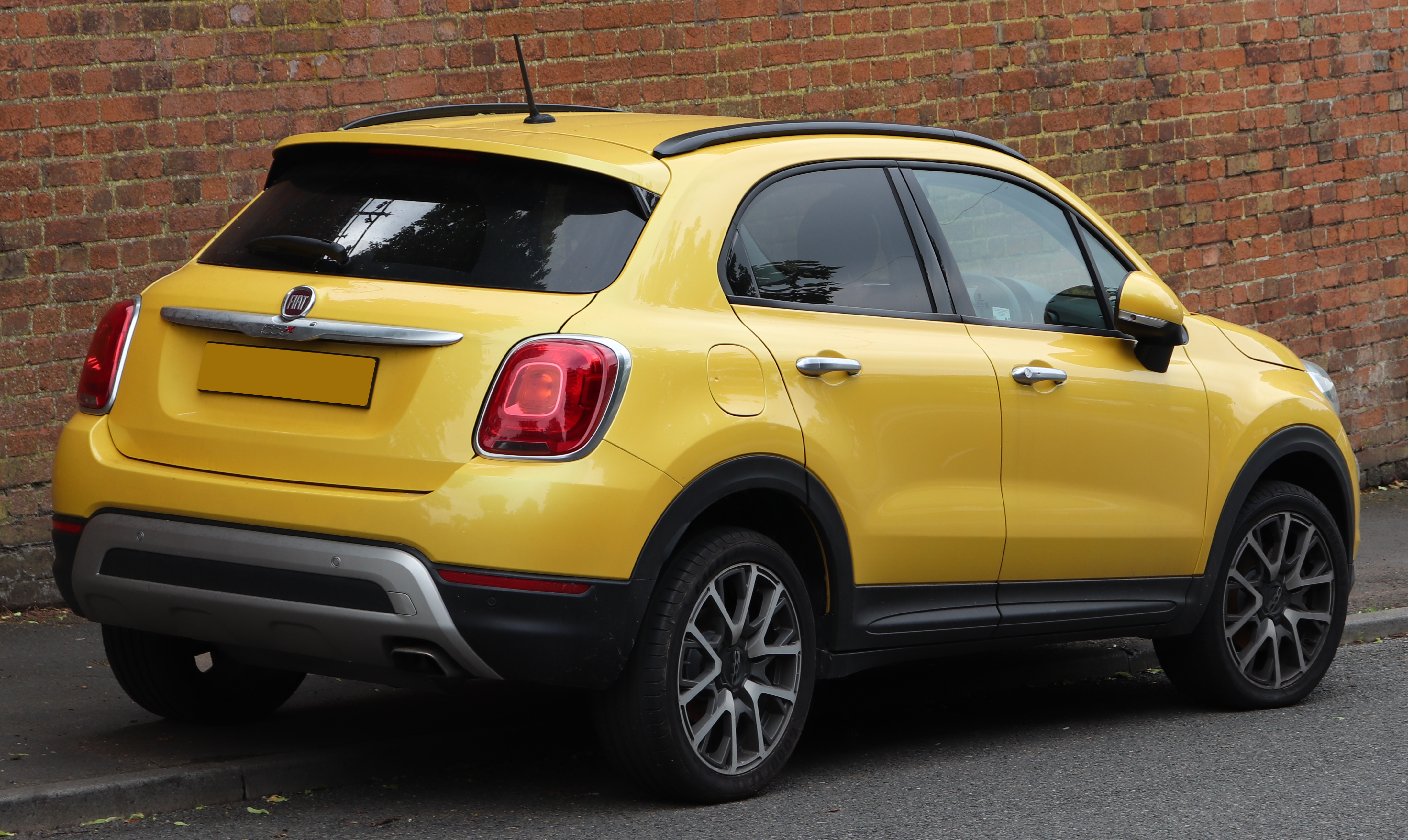
2017 피아트 500X 크로스+
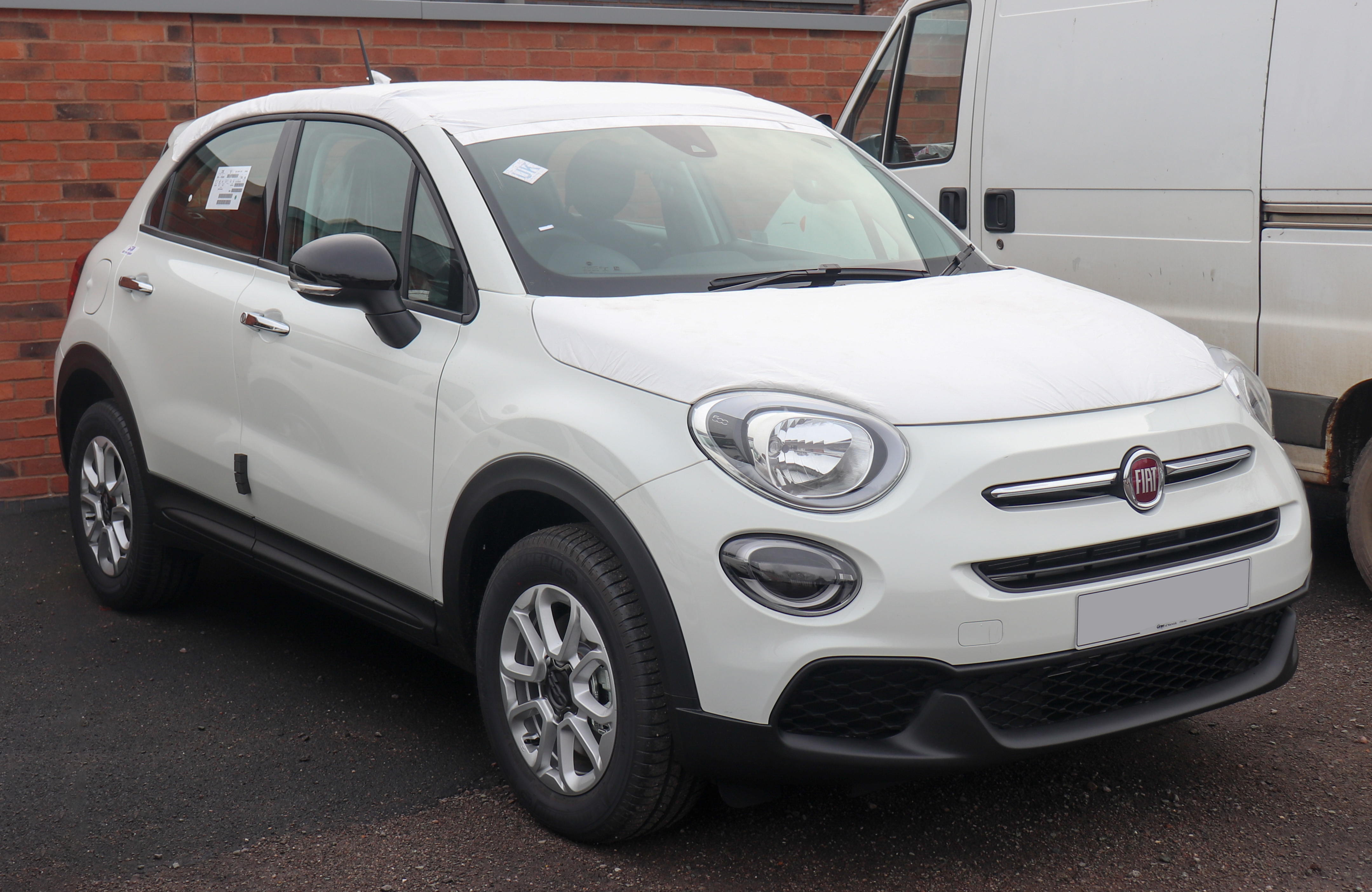
2018 피아트 500X 어반 룩
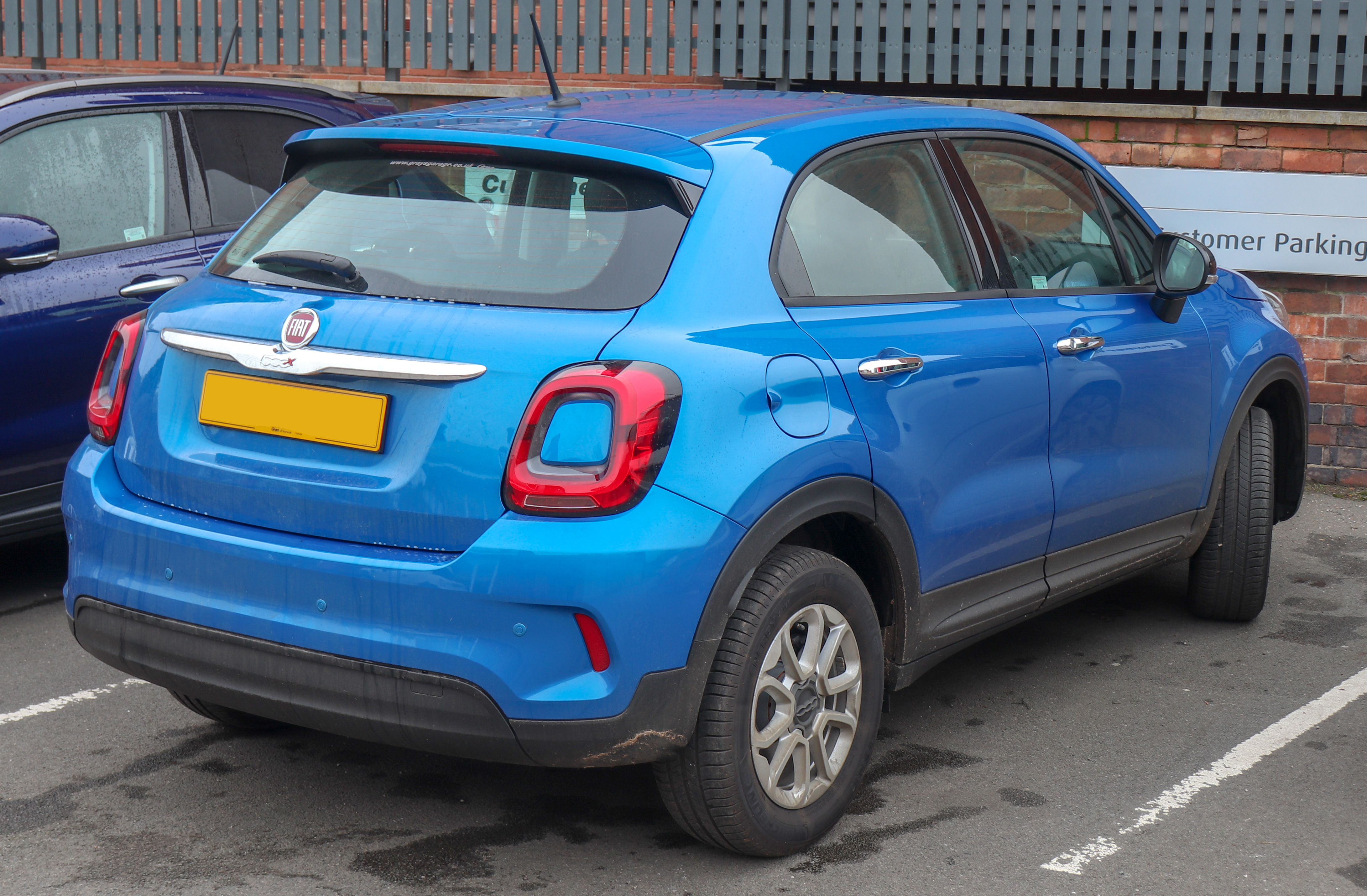
2018 피아트 500X 어반 룩
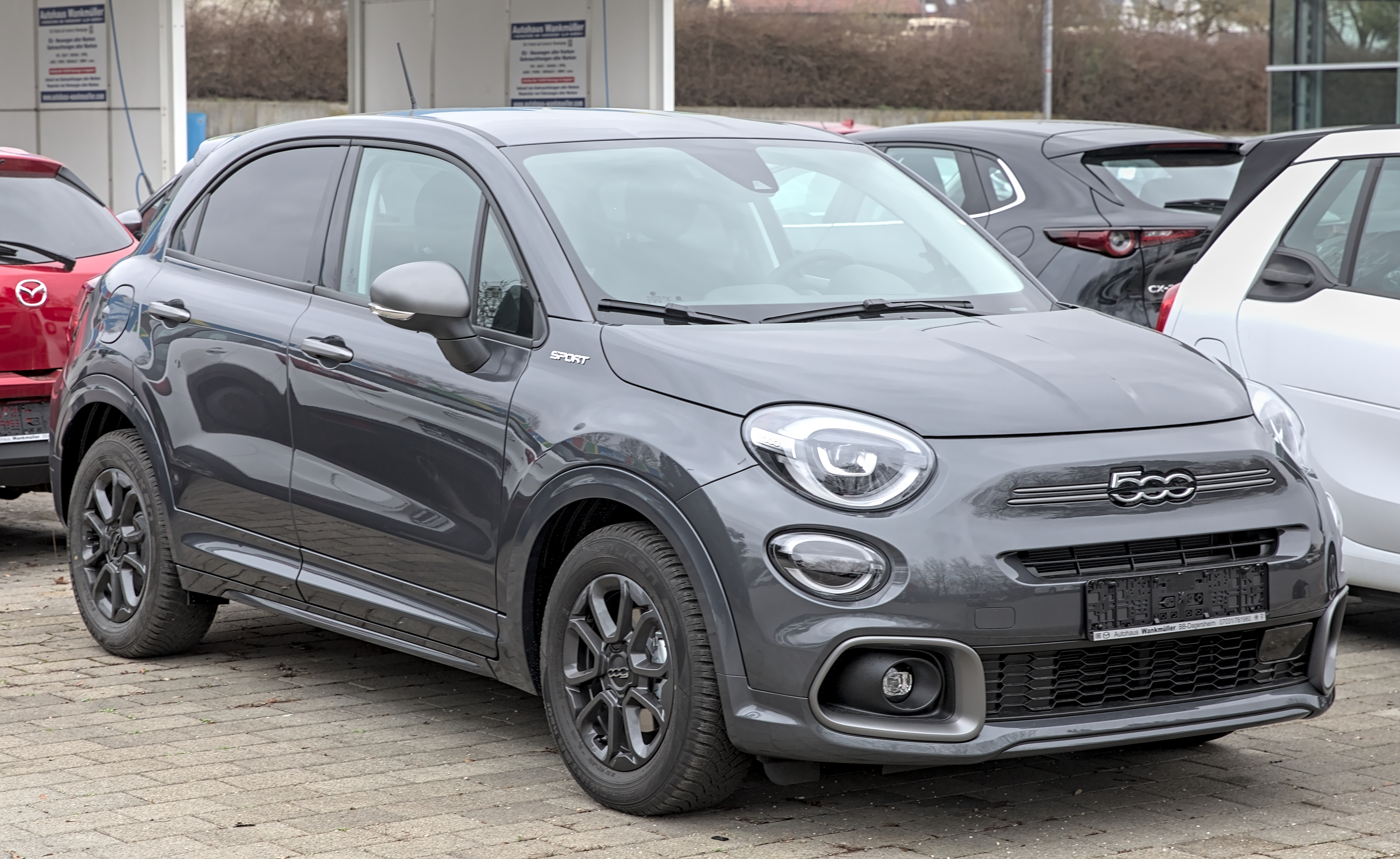
2022 피아트 500X 스포츠
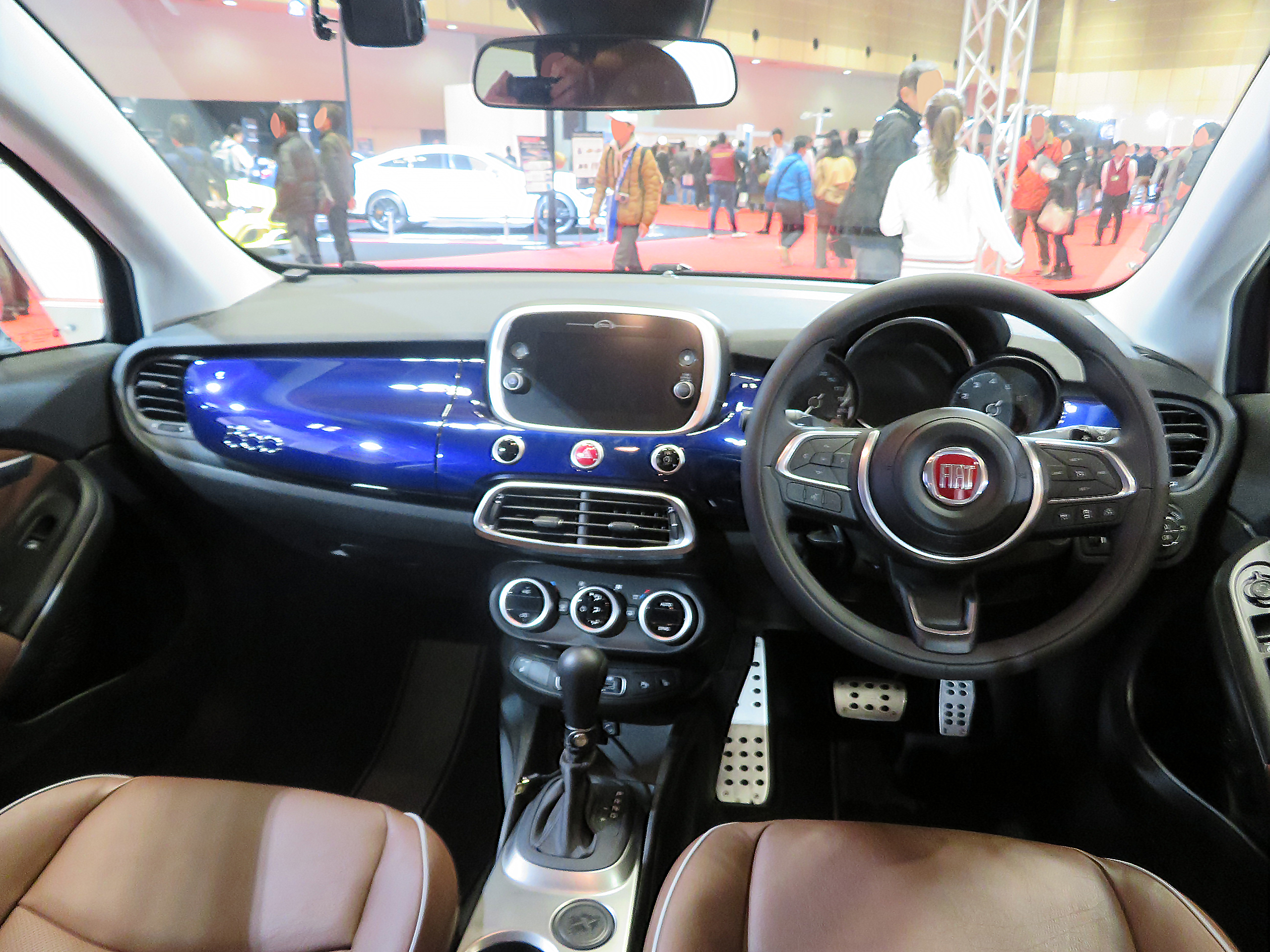
RHD 내부

## 같이 보기
1. ↑  “Fiat 500X bodywork uncovered”. 《Auto Express》. 2014년 5월 14일. 2014년 6월 22일에 확인함.